# شعار ليتوانيا
يظهر في شعار ليتوانيا فارس مدرع يحمل سيفًا ودرعًا، يعرف أيضًا بالمطارد. وهو واحد من الرموز القليلة المتبناة من أختام صور دوقية وليس من شعارات سلالات، كما هو الحال في معظم الدول الأوروبية.